# Chlumetia albicomma
Chlumetia albicomma är en fjärilsart som beskrevs av George Thomas Bethune-Baker 1906. Chlumetia albicomma ingår i släktet Chlumetia och familjen nattflyn. Inga underarter finns listade i Catalogue of Life.